# Script kiddie
Script kiddie (od ang. script i kid, czyli „skryptowy dzieciak”) – w żargonie komputerowym – niedoświadczony cracker, który używa programów i skryptów napisanych przez innych bez znajomości zasad ich działania, po to jedynie, aby uzyskać nieuprawniony dostęp do komputerowych kont użytkowników, plików lub żeby przeprowadzać ataki na systemy komputerowe, np. poprzez ataki DoS. Script kiddie nie potrafi samodzielnie tworzyć takich programów, ogranicza się do skanowania komputerów podłączonych do sieci w poszukiwaniu podatnych celów.
Nazwa odnosi się do programów napisanych w języku skryptowym z systemów Linux lub Unix, określanych także jako skrypty, które są małymi i prostymi w użyciu aplikacjami wymagającymi podania celu, np. adresu IP hosta.
Przykładowe programy używane przez script kiddies:
- WinNuke
- Back Orifice
- Sub7
- Metasploit
- Low Orbit Ion Cannon